# Polska Partia Radykalna
Polska Partia Radykalna – polskie ugrupowanie polityczne o charakterze piłsudczykowskim, działające w dwudziestoleciu międzywojennym. 
Partia powstała w styczniu 1936 r.  na skutek rozłamu w Partii Pracy, w wyniku którego z PP odszedł Tytus Filipowicz. Do czołowych działaczy należeli także Antoni Jakubowski, Gabriel Czechowicz, Jan Szymański. Organem partii stał się dwutygodnik „Nowe Drogi”. Oddziały PPR zostały utworzone w Łodzi (Stefan Pachnowski), Wielkopolsce, Wilnie, Bydgoszczy i Piotrkowie Trybunalskim. Radykałowie nawiązali też współpracę z Ligą Odrodzenia Gospodarczego Polski, Radykalną Partią Chłopską (jeden z odłamów Stronnictwa Chłopskiego) oraz Związkiem Niepodległościowców Śląskich Józefa Płonki. 
Latem 1936 r. Filipowicz został zastąpiony przez Czechowicza. W listopadzie tego roku ugrupowanie przemianowano na Polską Partię Narodowo-Radykalną. W 1937 r. PPNR włączyła się do prac nad zjednoczeniem NPR i Chrześcijańskiej Demokracji i weszła w skład Stronnictwa Pracy. 
PPR starała się zachować charakter centrowy. Jej program łączył postulaty umiarkowanych reform społecznych w duchu keynesistowskim i demoliberalnego ustroju politycznego z podkreślaniem chrześcijańskiego i narodowego charakteru. 